# Minasteron perfoliatum
Minasteron perfoliatum là một loài nhện trong họ Zodariidae.
Loài này thuộc chi Minasteron. Minasteron perfoliatum được Barbara C. Baehr & Rudy Jocqué miêu tả năm 2000.